# Katana
Katana (刀) tilhører gruppen af traditionelle japanske sværd (日本刀, nihonto), der blev båret af samuraiklassen i det feudale Japan, også almindeligvis omtalt som et "samuraisværd". Moderne versioner af katana bliver undertiden fremstillet under ikke-traditionelle materialer og metoder.
Katana er kendetegnet ved sit karakteristiske udseende: en buet, slank, enægget klinge med et greb, der kan holdes med to hænder. Sværdet er historisk forbundet med den japanske kriger, samurai, i det feudale Japan (før år 1868), og er blevet kendt for sin skarphed, styrke og skønhed.

## Forskellige typer af sværd

### Historie
Før Muromachi perioden (1337-1573) blev det lange japanske sværd, tachi (太刀), båret hængende fra obi (smalt klædestykke om livet) med sværdets æg nedad. Tachi var et effektivt våben, der blev anvendt af den beredne samurai samt af fodfolket.
Under Muromachi perioden blev den lidt kortere katana et standardvåben for samuraien. Katana blev båret i obi med æggen opad.
Samuraierne bar, som de eneste af de japanske samfundsklasser, to sværd, kaldet daisho (大小) – katana (刀) og en wakizashi (脇差) (kortere sværd end katana).

### Konstruktion
Katana er traditionelt fremstillet af jern-sand, på japansk kaldet "Tamahagane".

### Sværd efter størrelse
I Japan findes måleenheden shaku (japansk fod), der svarer til 30,3 cm.
- Et blad kortere end 1 shaku kaldes en tanto (短刀 tantō "kniv").
- Et blad mellem 1 og 2 shaku kaldes en shoto (小刀 shōtō "kortsværd"). Wakizashi (脇差), kodachi (小太刀)
- Et blad længere end 2 shaku kaldes daito (大刀 daitō "langsværd"). Katana (刀), tachi (太刀).

### Anvendelse i dag
Katana anvendes i dag i forbindelse med sværd-træknings disciplin, iaijutsu (居合術), der stammer fra Japans feudale tidsperiode.
Endvidere eksisterer der moderne efterligninger (replika) af katana, kaldet iaitō (居合刀). Anvendelsen af iaitō ses inden for den moderne sværd-træknings disciplin, iaido, hvor iaitō kan bruges i forbindelse med sportskonkurrencer. Iaitō er fremstillet af en blanding af aluminium og zink, hvorfor bladet ikke kan slibes op. Vægten på iaitō er lettere end katana og balancepunktet ligger anderledes i forhold til katana. Disse forhold resulterer i, at dynamikken og krav til den mentale - og motoriske færdighed bliver anderledes i forhold til brug af katana.

## Wikipedia filer
- Wikimedia Commons har flere filer relateret til Katana

| Våben | Spire Denne artikel om våben er en spire som bør udbygges. Du er velkommen til at hjælpe Wikipedia ved at udvide den. |